# Coelioxys sanguinosa
Coelioxys sanguinosa là một loài Hymenoptera trong họ Megachilidae. Loài này được Cockerell mô tả khoa học năm 1912.